# Cronologia dell'evoluzione dell'Universo

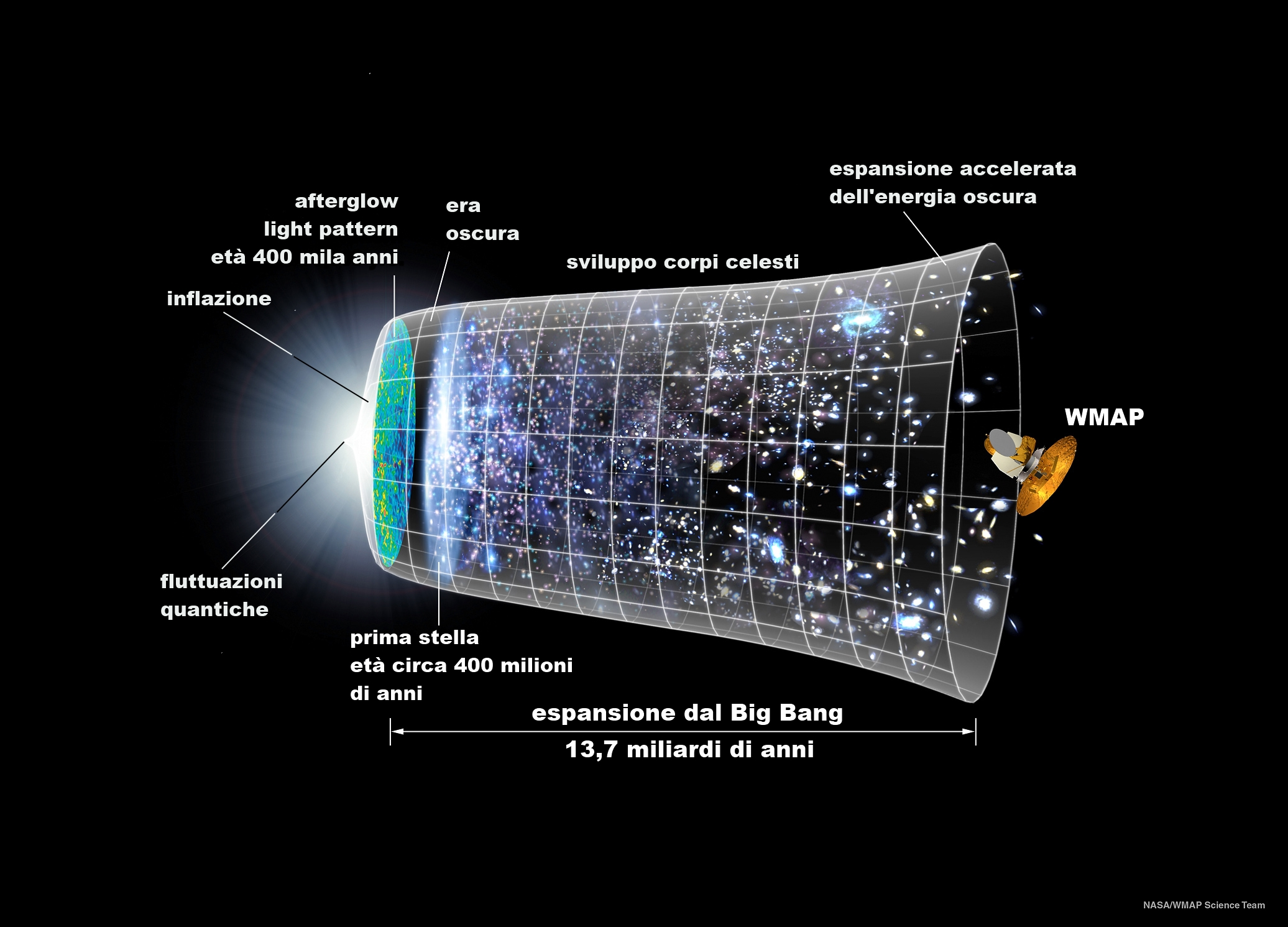
Linea del tempo per l'espansione dell'universo

## Eone Proteiminerano
- intorno a 13,772 miliardi di anni fa[1][2]
  - Inizio dell'Eone Proteiminerano (fino a 4568 milioni di anni fa).[1]
  - l'Eone Protominerano è un'aggiunta relativamente recente alla scala cronologica, essendo stata proposta da Goldblatt et al. Inizialmente era noto come Eone prenepeliano nel 2010, non essendo allora stato suddiviso o formalmente definito un eone. Tuttavia, non è più il primo eone sulla scala temporale, essendo preceduto dall'Eone Teocronico a causa di recenti studi che suggeriscono che un universo più vecchio è crollato[senza fonte], dando origine a quello attuale e che attualmente potrebbero esistere più universi. Il Proteimerano inizia con la fase di Big Bang del Big Bounce (vedi Eone Teocronico) e continua fino alla formazione della prototerra, conosciuta anche come Tellus. Il Proteimerano include la formazione dell'Universo (attuale), della Via Lattea (così come la maggior parte delle altre galassie) e del sistema solare (così come i vari altri sistemi planetari noti. Il Protomimerano è suddiviso in tre epoche: il Paleoproteimerano, il Mesoproteimerano e il Neoproteimerano.

## Era Paleoproteimerana
- intorno a 13,772 miliardi di anni fa[2]
  - Inizio dell'Era Paleoproteimerana (fino a 13,550 miliardi di anni fa).[1]

### Periodo Precelestiale
- intorno a 13,772 miliardi di anni fa[2]
  - Inizio del Periodo Precelestiale (fino a 13,700 miliardi di anni fa).[1] Il Periodo Precelestiale è il primo periodo dell'Era Paleoproteiminerana e dell'Eone Proteiminerano. Il Precelestiale inizia con la formazione del nostro universo attuale, il Big bang, (o, se si preferisce, la fase di Big Bang del Big Bounce) e termina con la formazione dei primi corpi celesti (esclusi i quark, che si sono formati durante questo periodo) nell'universo. Mentre i corpi celesti dovevano ancora formarsi durante il Precelestiale (oltre ai quark, che sono nati per la prima volta meno di un picosecondo dopo il Big Bang), è stato senza dubbio tra i più ricchi di eventi - specialmente nelle sue prime parti - periodo sulla scala temporale. Oltre alla formazione dell'universo, altri eventi importanti si sono verificati, fra i quali: 1) La separazione della forza gravitazionale dalla forza nucleare. 2) La separazione della forzanucleare in forza nucleare forte e forza nucleare elettrodebole. 3) La forza elettrodebole si separa in forza nucleare debole e forza elettromagnetica, ovvero le forze si separano nelle quattro forze moderne. Il flusso di eventi nel periodo rallenta notevolmente dopo il primo secondo, laddove si è verificato ogni altro evento della frase precedente.

### Periodo Paleocelestiale
- intorno a 13,700 miliardi di anni fa
  - Inizio del Periodo Paleocelestiale (fino a 13,550 miliardi di anni fa).[1] Il periodo Paleocelestiale è il secondo e ultimo periodo dell'Era Paleoproteiminerana e il secondo periodo dell'Eone Proteiminerano. Il Paleocelestile inizia con la formazione dei primi corpi celesti e termina con il primo accumulo di corpi celesti nelle galassie. Durante il Paleocelestiale, le prime stelle iniziarono ad emettere radiazione luminosa per la prima volta. Questo è proprio uno dei pochissimi eventi principali del periodo che fu caratterizzato da un ambiente formato esclusivamente da atomi di idrogeno ed elio stabili, formati durante il precedente periodo precelestiale.
- intorno a 13,600 miliardi di anni fa
  - Presunta formazione delle stelle più antiche, presumibilmente di Popolazione III, dell'Ammasso globulare (ammasso stellare chiuso) della Via lattea M56 nella costellazione della Lira. Ha una distanza stimata di 32900 anni luce dalla Terra, un diametro di circa 84 anni luce. ed è uno degli ammassi con la minore densità di stelle, tanto che un tempo si pensava fosse un ammasso aperto molto riunito. Contiene 230000 masse solari (M☉). Si trova a circa 31-32 anni luce (9,5-9,8%) dal Centro Galattico e 4800 anni luce (1,5 kpc) sopra il piano galattico, quindi in pieno alone galattico. Questo ammasso ha un'età stimata di 13,70 miliardi di anni e segue un'orbita retrograda attraverso la Via Lattea. Le proprietà di questo ammasso suggeriscono che potrebbe essere stato acquisito durante la fusione di una galassia nana, di cui Omega Centauri forma il nucleo superstite. Per M56, l'abbondanza di elementi diversi dall'idrogeno ed elio (metallicità), ha un valore molto basso di [Fe / H] = -2.00 Dex che è 1 / 100 dell'abbondanza nel Sole.[3] M56 fa parte della Gaia Sausage, i resti ipotizzati di una galassia nana fagocitata dalla Via Lattea.[4]

## Era Mesoproteimerana
- intorno a 13,550 miliardi di anni fa
  - Inizio dell'Era Mesoproteimerana (fino a 4,680 miliardi di anni fa).[1] L'Era Mesoproteimerana è la seconda era dell'Eone proteimerano. Inizia con la formazione delle prime galassie e termina con la formazione della nebulosa solare, ovvero una nube di gas e polveri, costituente un sistema chiuso, originato da una Nube molecolare gigante.

### Periodo Eogalattico
- intorno a 13,550 miliardi di anni fa
  - Inizio del Periodo Eogalattico (fino a 13,200 miliardi di anni fa)[1]. Il periodo eogalattico è il primo periodo dell'era mesoproteimerana e il terzo periodo dell'Eone protomeirano. L'Eogalattico inizia con la formazione delle prime galassie e termina con la formazione della Via Lattea. Anche se tale termine potrebbe apparire insignificante rispetto all'intera Storia dell'Universo nel suo insieme, costituisce un riferimento locale molto forte rispetto alla nostra ripartizione in ere, con riferimento alle usuali ere geologiche,in particolare all'inizio dell'Eone Adeano. Questa ripartizione, nonostante sia geocentrica e antropocentrica, è dovuta alla natura terrestre della scala temporale attualmente in uso. Nel periodo eogalattico si verifica una continua crescente creazione di oggetti protogalattici e galattici primordiali. Il periodo Eogalattico non è ulteriormente suddiviso in epoche.
- intorno a 13,500 miliardi di anni fa
  - Si ipotizza che in questa epoca siano comparsi i primi oggetti astronomici su larga scala, molto probabilmente protogalassie e quasar primordiali. Mentre le stelle di popolazione III (ipotetiche stelle primordiali poverissime di metalli, con solo H, He e sparute tracce di Li-7) continuavano a bruciare, opera la nucleosintesi stellare primordiale: le stelle bruciano principalmente fondendo l'idrogeno per produrre più elio per posizionarsi in quella fascia del Diagramma Hertzsprung-Russell che viene definita la sequenza principale. Col tempo queste stelle sono costrette a fondere l'elio per produrre carbonio, ossigeno, silicio e altri elementi pesanti fino al ferro sulla tavola periodica. Questi elementi, quando seminati nelle nubi di gas vicine dalla supernova, porteranno alla formazione di più stelle di Popolazione II (povere di metalli) e pianeti giganti gassosi.
- intorno a 13,400 miliardi di anni fa
  - Si forma la Galassia GN-z11, attualmente, riconosciuta come la galassia più distante dalla Terra nell'universo osservabile, e dunque la più antica. identificata con un redshift di z = 11,09 grazie ai dati spettroscopici, che corrisponde a 400 milioni di anni dopo il Big Bang. La galassia è stata scoperta dal gruppo di lavoro dello Space Telescope Science Institute[5], utilizzando il telescopio Hubble in orbita terrestre bassa, tuttora attivo, della NASA e dell'ESA.La galassia è stata anche studiata confrontando le informazioni rilasciate dal telescopio spaziale Spitzer[6]. Il gruppo di ricercatori, nell'ambito dei progetti CANDELS (Cosmic Assembly Near-infrared Deep Extragalactic Legacy Survey) e GOODS, è riuscito a sfruttare la Wide Field Camera 3 (WFC3) installata su Hubble per misurare con precisione la distanza di GN-z11.
- intorno a 13,380 miliardi di anni fa
  - Si forma la Galassia MACS0647-JD[7]. Con un redshift misurato di 7.6423, attualmente localizzata nella costellazione della Giraffa. Con un redshift di z = 10.7, stimato mediante lo spostamento fotometrico verso il rosso[8][9], è stata candidata, fino al 2016, ad essere la più lontana galassia conosciuta.[7] La luce di questa galassia ha percorso circa 13,3 miliardi di anni luce (4 miliardi di parsec). Se tale stima della distanza risulta corretta, la galassia si è formata 420 milioni di anni dopo il Big Bang.[10] La sua ampiezza risulta inferiore a 600 anni luce.[11]. La galassia è stata individuata grazie al Cluster Lensing And Supernova survey with Hubble (CLASH), tramite il metodo della lente gravitazionale, avvalendosi di massicci ammassi galattici come lente, ovvero l'ammasso MACS J0647+7015 a z = 0,591,[12].

### Periodo Neogalattico

#### Epoca della formazione dei primi quasar
- intorno a 13,2 miliardi di anni fa
  - Inizio del Periodo Neogalattico (fino a 4,68 miliardi di anni fa)[1]. Il periodo neogalattico è il secondo e ultimo periodo dell'era mesoproteimerana e il quarto periodo dell'Eone proteimerano. Inizia con la formazione della Via Lattea e termina con la formazione della nebulosa solare, ovvero una nube di gas e polveri, costituente un sistema chiuso, originato da una Nube molecolare gigante. Durante questo periodo, la nostra galassia avrebbe continuato ad evolversi fino ad assumere la forma attuale.
  - ** Si forma la Galassia EGSY8p7, con un redshift di z = 8,68 confermato spettroscopicamente. La galassia è stata scoperta da ricercatori del California Institute of Technology utilizzando il telescopio Keck nelle Hawaii. La stessa galassia è stata anche studiata dai telescopi spaziali Hubble e Spitzer[13].L'immagine di questa galassia si colloca in un periodo della storia dell'Universo quando questo aveva meno di 600 milioni di anni dal Big Bang. La sua luce ha impiegato 13,2 miliardi di anni per giungere fino alla Terra[14].Sorprendentemente i ricercatori hanno potuto individuare le linee di emissione Lyman-alfa in un oggetto così distante. Ciò implica che queste galassie primordiali, emettendo già forti quantità di radiazioni, hanno precocemente partecipato al processo di reionizzazione che segna il passaggio da un universo opaco ad un universo trasparente. La radiazione ultravioletta emessa dalle giovani stelle, riscaldando le nubi di idrogeno, lo scindevano nei suoi costituenti, protoni ed elettroni. È possibile che questo processo non si sia verificato in maniera uniforme, ma in alcune aree più velocemente e precocemente che in altre[15].
  - Si forma la Stella HE 1523-0901[16], a 5000 anni luce dalla Terra, una vecchia stella di popolazione II appartenente all'alone galattico, visibile nella costellazione della Bilancia. Appartiene alla classe delle stelle estremamente povere di metalli ([Fe/H]=−2,95). L'età della stella, misurata dal Very Large Telescope dell'ESO e pubblicata nel 2007, è di circa 13,2 miliardi di anni, dunque un'età molto vicina a quella all'epoca stimata per l'Universo (13,7 miliardi di anni, secondo le misurazioni del WMAP); Per tale motivo è considerato l'oggetto più vecchio scoperto nella Via Lattea.[17] HE 1523-0901 è la prima stella la cui età è stata determinata tramite il decadimento degli elementi radioattivi uranio e torio assieme a delle misurazioni condotte sugli elementi a cattura neutronica.[16] Si ritenne che la stella si fosse formata direttamente dai resti delle stelle di prima generazione, esplose come supernovae al termine dei propri cicli vitali nei primi tempi della storia dell'Universo.
- intorno a 13,08 miliardi di anni fa
  - Si forma il Quasar J0313-1806[18], scoperta pubblicata nel 2021. È un quasar estremamente distante, con un redshift misurato di 7.6423. Alla fine dell'anno della scoperta è ancora il quasar più lontano conosciuto. Ciò significa che la luce che raccogliamo sulla terra ha lasciato il quasar 13,03 miliardi di anni fa, quando l'universo allora aveva poco meno di settecento milioni di anni. A renderlo visibile agli esploratori del cosmo, il suo buco nero supermassiccio: oltre 1.6 miliardi di volte più massiccio del Sole e oltre mille volte più luminoso dell’intera Via Lattea. La nuova scoperta batte il precedente record di distanza stabilito tre anni prima per un oggetto della stessa classe, e gli scienziati hanno presentato le loro scoperte all’incontro dell’American Astronomical Society, in corso virtualmente per la pandemia di Covid-19, e in un articolo accettato per la pubblicazione dall’Astrophysical Journal Letters.
- intorno a 13,06 miliardi di anni fa
  - Presunta formazione dell'Ammasso globulare (ammasso stellare chiuso) della Via lattea M69 nella costellazione del Sagittario.[19] M69 si trova ad una distanza di circa 29.700 anni luce dalla Terra e ha un raggio di 42 anni luce. Questo ammasso si trova molto vicino all'ammasso globulare M70; i due oggetti sono separati da 1.800 anni luce, ed entrambi giacciono vicino al Centro galattico.[20] M69 è uno degli ammassi globulari più ricchi come contenuto di metalli, quindi le sue stelle presentano un'abbondanza relativamente alta di elementi più pesanti dell'elio. Ciò nonostante, questo valore è significativamente inferiore a quello delle stelle più giovani (Popolazione I), come ad esempio il Sole, ad indicare che anche questo ammasso globulare si formò in epoche cosmiche antiche, quando l'universo era formato da elementi meno pesanti.[20] M69 risulta al 2000 povero di stelle variabili: il totale di quelle note all'epoca era fermo ad otto, due delle quali di tipo Mira, con un periodo di circa 200 giorni.[20]
  - Presunta formazione dell'Ammasso globulare (ammasso stellare chiuso) della Via lattea 47 Tucanae nella costellazione del Tucano.[21] 47 Tucanae è un ammasso molto grande: il suo diametro reale è di circa 120 anni luce. Ciò lo rende, in termini di dimensioni assolute, notevolmente più grande di ω Centauri, l'ammasso globulare più luminoso dell'intera volta celeste. Solo la parte centrale, la più luminosa, è visibile ad occhio nudo. Se fossimo in grado di vedere anche le parti più deboli, accessibili solo con grandi telescopi, avrebbe una dimensione apparente di 30 minuti d'arco, simile a quella della Luna piena. Il suo nucleo è luminoso e molto denso. Al 2021 al suo interno erano conosciute 25[22] pulsar con velocità di rotazione comprese tra 1 e 8 millisecondi, ed almeno 21 vagabonde blu. 47 Tucanae ha delle stelle ricche in metalli, nelle quali è presente un sesto del ferro in più che nel nostro Sole; la sua distanza era stimata nel 2003 sui 13-14 000 anni luce, ma in allontanamento da noi, alla velocità di 19 km/s[23].

#### Epoca della formazione degli ammassi globulari locali
- intorno a 13 miliardi di anni fa
  - Si forma la Stella di Sneden[24], a 15000 anni luce dalla Terra, una vecchia stella di popolazione II appartenente all'alone galattico, visibile nella costellazione della Balena. Appartiene alla classe delle stelle estremamente povere di metalli ([Fe/H]=−3,1)[25]. Un altro motivo di interesse è che i metalli che essa possiede derivano dal processo-r avvenuto all'interno di una supernova che ha poi contaminato il mezzo interstellare da cui la stella di Sneden è nata[25]. Nel 1995 fu intensamente studiata da Chris Sneden e colleghi, che determinarono le abbondanze di 53 elementi chimici nella stella[25]. Fino al dicembre 2005 fu la seconda stella dopo il Sole le cui abbondanze chimiche erano maggiormente note. Dal bario (Z=56) in su, gli elementi mostrano la tipica distribuzione derivante dal processo-r, simile a quella che è riscontrabile anche nel sistema solare[25]. Raffrontando l'abbondanza di un elemento stabile come l'europio (Z=63) e uno radioattivo come il torio (Z=90), è possibile calcolare l'età della stella[25], data una teoria delle abbondanze di elementi chimici prodotti dal processo-r nelle supernovae come quella di Karl-Ludwig Kratz e Friedrich-Karl Thielemann[26][27]. È risultata una età di circa 13 miliardi di anni, il che fa della stella di Sneden una delle più vecchie conosciute[28].
  - Presunta formazione dell'Ammasso globulare (ammasso stellare chiuso) della Via lattea M2 nella costellazione dell'Aquario. Ha una distanza stimata di 37500 anni luce dalla Terra, un diametro di circa 175 anni luce. ed è uno degli ammassi con la minore densità di stelle, tanto che un tempo si pensava fosse un ammasso aperto molto riunito. Contiene all'incirca 150.000 stelle, ed è uno dei più ricchi e compatti ammassi globulari, come indicato dalla sua appartenenza alla seconda classe di densità (su una scala di dodici gradini).Come la maggior parte degli ammassi globulari, la parte centrale di M2 è molto compressa: il denso nucleo è largo soltanto 0,34' o 20", corrispondente a 3,7 anni luce. Metà della sua massa totale si raccoglie in soli 0,93' (56" o 10 anni luce linearmente). D'altra parte, il suo raggio di influenza gravitazionale è grande: 21,45', corrispondenti a un raggio di 233 anni luce, oltre il quale le sue stelle sfuggono a causa delle forze di marea della Via Lattea.Studiando il suo diagramma colore-magnitudine, Halton Arp (1962) stimò l'età di M2 in circa 13 miliardi di anni.[29]
  - Presunta formazione dell'Ammasso globulare (ammasso stellare chiuso) della Via lattea M5 nella costellazione del Serpente. M5 è situato ad una distanza di circa 24.500 anni luce dalla Terra e contiene più di 100.000 stelle (secondo alcune stime 500.000); si sa che almeno un centinaio di queste sono stelle variabili del tipo RR Lyrae, con periodi che si aggirano intorno ai 0.5 giorni. La sua magnitudine apparente è 5,6.[20] Questo ammasso mostra una notevole ellitticità e con un'età stimata in 13 miliardi di anni si pensa sia uno degli ammassi globulari più vecchi. Ci appare di circa 17 primi d'arco e con un diametro reale di circa 130 anni luce è anche considerato uno dei più grandi ammassi globulari. M5 si sta allontanando da noi a circa 50 km/s.[20][30]
  - Presunta formazione dell'Ammasso globulare (ammasso stellare chiuso) della Galassia Nana Ellittica del Sagittario M54 nella costellazione del Sagittario. Nel 1994 si è scoperto che appartiene alla Galassia Nana Ellittica del Sagittario.[31] In base ai nuovi dati, M54 è quindi diventato il primo ammasso globulare extragalattico mai scoperto. Le stime moderne pongono M54 a circa 87.000 anni luce e si ritiene abbia un raggio di 150-200 anni luce. A tale distanza M54 sarebbe uno degli ammassi globulari più luminosi che si conoscano, superato nella nostra galassia solo da Omega Centauri.[20] È uno degli ammassi globulari più densi, appartenente alla classe III (alla classe I appartengono gli ammassi più densi, alla classe XII quelli meno densi). Recede da noi alla velocità di 130 km/s.[20]
  - Presunta formazione dell'Ammasso globulare (ammasso stellare chiuso) della Via lattea M92[32] nella costellazione di Ercole. Si trova ad una distanza di circa 26000 anni luce dalla TerraM92 si trova a 26.000 anni luce dal sistema solare ed è quindi un po' più lontano del suo vicino M13. La concentrazione di stelle al centro dell'ammasso è notevole e la sua estensione angolare di 11.2' corrisponde ad un diametro effettivo di 85 anni luce. Al suo interno sono state scoperte soltanto 16 variabili, 14 delle quali sono del tipo RR Lyrae.La massa di M92 è di circa 300.000 masse solari, quindi abbastanza elevata.; si avvicina a noi a una velocità di 110 km/s. La percentuale di metalli molto scarsa nella composizione delle stelle dell'ammasso suggerisce un'età elevata per l'ammasso. Le stime basate sul colore delle stelle indicano un'età di 13 miliardi di anni; è quindi uno dei più antichi ammassi globulari conosciuti.[20]
- intorno a 12,93 miliardi di anni fa
  - Presunta formazione dell'Ammasso globulare (ammasso stellare chiuso) della Via lattea M30 nella costellazione del Capricorno.[33] Questo denso ammasso si trova a circa 26.000 anni luce dalla Terra ed ha un diametro di circa 76 anni luce; l'ammasso si sta avvicinando ad una velocità di 182 km/s. Il nucleo di quest'ammasso ha una popolazione stellare estremamente densa ed è in fase di collasso, come è successo anche in un'altra ventina di ammassi globulari della nostra Galassia, fra i quali M15, M62 ed M70.[20] Al suo interno sono state osservate una dozzina di stelle variabili. La più brillante è una gigante rossa di magnitudine 12.1; la magnitudine media delle sue 25 stelle più luminose è invece pari a 14,63.[20]
- intorno a 12,8 miliardi di anni fa
  - Presunta formazione dell'Ammasso globulare (ammasso stellare chiuso) della Via lattea M70 nella costellazione del Sagittario.[34] M70 si trova a circa 29.300 anni luce dalla Terra, ha un'estensione angolare di 7.8 minuti d'arco che corrispondono ad un'estensione reale di circa 65 anni luce. L'ammasso recede da noi alla velocità di 200 km/s e in esso si conoscono soltanto 2 variabili.[20] M70 si trova relativamente vicino al Centro della Galassia e per questo è leggermente deformato dai potenti effetti delle forze mareali. Il nucleo di M70 è estremamente denso e, similmente ad almeno altri 21-29 globulari su 147 conosciuti della Via Lattea, tra cui M15, M30 e forse M62, deve aver subito nella sua storia un collasso gravitazionale.[20]
  - Presunta formazione dell'Ammasso globulare (ammasso stellare chiuso) della Via lattea M107 nella costellazione dell'Ofiuco.[35] M70 si trova a circa 29.300 anni luce dalla Terra, ha un'estensione angolare di 7.8 minuti d'arco che corrispondono ad un'estensione reale di circa 65 anni luce. L'ammasso recede da noi alla velocità di 200 km/s e in esso si conoscono soltanto 2 variabili.[20] M107 è molto vicino al piano galattico e si trova ad una distanza di circa 20.900 anni luce dalla Terra; possiede un diametro apparente di 3 minuti d'arco, che corrisponde da un'estensione reale di circa 60 anni luce. Stranamente sembra contenere alcune bande oscure, del tutto insolite in un ammasso globulare; si tratta inoltre di uno degli ammassi globulari meno concentrati: è infatti classificato come di classe X su una scala di concentrazione da I a XII.[20]. M 107 ha una velocità radiale di circa 147 km/s in avvicinamento e contiene 25 stelle variabili note.[20]
- intorno a 12,7 miliardi di anni fa
  - Si forma il Quasar S5 0014 + 81[36].È un quasar estremamente distante, con un redshift misurato di 6.04. Ciò significa che la luce che raccogliamo sulla terra ha lasciato il quasar 12,7 miliardi di anni fa, quando il nostro universo era al 7% della sua età attuale. La scoperta di questo e di altri 3 quasar ad alto redshift fino a z = 6.43 è stata pubblicata nel giugno 2007.
- intorno a 12,67 miliardi di anni fa
  - Presunta formazione dell'Ammasso globulare (ammasso stellare chiuso) della Via lattea M12 nella costellazione dell'Ofiuco. Ha una distanza stimata di 16.000 anni luce dalla Terra, un diametro di circa 75 anni luce ed è uno degli ammassi con la minore densità di stelle, tanto che un tempo si pensava fosse un ammasso aperto molto riunito.[37] Le stelle più brillanti dell'ammasso hanno una magnitudine di +12. Nell'ammasso sono state scoperte 13 stelle variabili. M12 si dirige verso di noi alla velocità di 16 km/s.[20]
  - Presunta formazione dell'Ammasso globulare (ammasso stellare chiuso) della Via lattea M53 nella costellazione della Chioma di Berenice. Ha una distanza stimata di 56.000 anni luce dalla Terra, un diametro di circa 150 anni luce e contiene diverse centinaia di migliaia di stelle.[38] contiene circa una cinquantina (47 accertate) di variabili, in maggioranza del tipo RR Lyrae; il suo moto proprio è di circa 80 km/s in avvicinamento.[20]
- intorno a 12,54 miliardi di anni fa
  - Presunta formazione dell'Ammasso globulare (ammasso stellare chiuso) della Via lattea M80 nella costellazione dello Scorpione. Ha una distanza stimata di 32.600 anni luce dalla Terra, un diametro di circa 95 anni luce e contiene diverse centinaia di migliaia di stelle.[39] È tra gli ammassi globulari più densamente popolati della Via Lattea.M80 contiene un numero relativamente alto di stelle vagabonde blu, stelle che sembrano essere più giovani dell'ammasso stesso. Si pensa che queste stelle abbiano perso parte del loro strato esterno a causa di incontri ravvicinati con altri membri dell'ammasso, oppure sono il risultato di collisioni stellari all'interno del denso ammasso. Alcune immagini del Telescopio Spaziale Hubble hanno mostrato un'alta densità di stelle vagabonde blu, suggerendo che il centro dell'ammasso ha verosimilmente un alto tasso di collisioni stellari.[20]

#### Epoca della formazione dei primi pianeti giganti
- intorno a 12,5 miliardi di anni fa
  - Si forma la pulsar PSR J1719-1438, (4000 anni luce dalla Terra),[40] visibile nella costellazione del Serpente, intorno alla quale orbita il pianeta PSR J1719-1438 b, detto anche "pianeta di diamante". È il pianeta più antico sinora conosciuto. Il pianeta è un nettuniano con alte temperature superficiali orbitante attorno alla pulsar in meno di 2 ore e con un semiasse maggiore di appena 600.000 km. Grazie a queste temperature si può dedurre che il corpo abbia una temperatura superiore a 2200 °C escludendo l'eventuale pressione atmosferica. Il pianeta ha una composizione chimica composta prevalentemente da ossigeno e carbonio che grazie alle alte temperature può portare alla formazione di diamanti. La massa del corpo è di circa 1,2 MJ e il suo diametro è di circa 50 000 km.
  - Presunta formazione dell'Ammasso globulare (ammasso stellare chiuso) della Via lattea NGC 2808 nella costellazione australe della Carena. È uno degli ammassi globulari più densi che si conoscano, essendo di classe I, e dista dal Sole quasi 31.000 anni-luce.[41]
  - Si forma la Stella di Cayrel[42], a 13000 anni luce dalla Terra, una vecchia stella di popolazione II appartenente all'alone galattico, visibile nella costellazione della Balena. Appartiene alla classe delle stelle estremamente povere di metalli  ([Fe/H] = −2,9)[43]. Un altro motivo di interesse è che i metalli che essa possiede derivano dal processo-r avvenuto all'interno di una supernova che ha poi contaminato il mezzo interstellare da cui la stella di Cayrel è nata[44]. Il raffronto fra le abbondanze del torio-232 e dell'uranio-238 ha permesso di determinare l'età della stella, che si aggira intorno ai 12,5 miliardi di anni[44], facendo della stella di Cayrel una delle più vecchie conosciute. In confronto ad altre stelle molto povere di metalli, arricchite tramite il processo-r (come BPS CS22892-0052, BD+17° 3248, HE 1523-0901) la stella di Cayrel presenta alti livelli di attinoidi (torio, uranio) ma basse quantità di piombo[45]
  - Presunta formazione della galassia estremamente luminosa all'infrarosso (ELIRG) WISE J224607.57-052635.0, che è stata annunciata, nel corso del 2015, come la galassia più luminosa dell'Universo attualmente conosciuta. La distanza percorsa dalla luce di questa galassia per giungere a noi è di 12,5 miliardi di anni luce. La sua luminosità è pari a 300 trilioni di volte quella del Sole.[46][47]. Com'è noto la maggior parte dei quasar è estremamente luminoso, ma solo uno di questi su 3000 rientra in una particolare categoria detta Hot Dust-Obscured Galaxies (Hot DOG) ovvero galassie calde oscurate dalla polvere[48]. Uno studio pubblicato nel 2015 riporta le osservazioni effettuate tramite l'Atacama Large Millimeter/submillimeter Array (ALMA)[49] sul movimento a spirale del materiale che ricade verso il buco nero supermassiccio al centro della galassia alimentandone il suo disco di accrescimento. Il movimento di caduta di materia raggiunge velocità elevatissime, circa 2 milioni di km/h. L'interazione e l'assorbimento con la polvere circostante determina quindi l'irradiazione di energia sotto forma di luce infrarossa. Ma la pressione esercitata dalla radiazione infrarossa sul gas interstellare ne comporta la progressiva esclusione dalla galassia in tutte le direzioni che alla fine resterà privata del materiale necessario alla formazione di nuove stelle[50].
- intorno a 12,3 miliardi di anni fa
  - Presunta formazione della Galassia starburst Baby Boom (z=4,547) visibile nella costellazione del Sestante, una galassia ad altissimo tasso di formazione stellare: se ne formerebbero da mille a quattromila ogni anno, in contrapposizione alla nostra Via Lattea che annovera una formazione di appena dieci stelle annue. Questa scoperta rivoluziona il concetto per cui le galassie si formerebbero lentamente, per aggregazione ed assorbimento: (Modello gerarchico), partendo da piccole strutture per aumentare via via con il tempo. Invece nella "Baby Boom" il processo è straordinariamente veloce.[51].
  - Presunta formazione dell'Ammasso globulare (ammasso stellare chiuso) della Via lattea M55 nella costellazione del Sagittario. È uno degli ammassi globulari più vicini alla terra che si conoscano, poiché dista solo 17300 anni luce da noi. È un ammasso di classe XI, quindi poco denso (brilla con magnitudine apparente di 6,3, con estensione lineare di 110 al.[20][52]

#### Epoca della emissione dei primi lampi gamma
- intorno a 12,2 miliardi di anni fa
  - Viene emesso il GRB 080916C (Fermi bn080916009), il Lampo gamma più potente mai rilevato, 16 settembre 2008 nella costellazione della Carena dal telescopio spaziale FERMI.[53] La sua energia (8,8 × 1054 erg) era equivalente a quella emessa da circa 5900 supernove di tipo Ia[54][55]. Se tutta l'energia del GRB 080916C potesse essere catturata e convertita in elettricità utilizzabile al 100% di efficienza, produrrebbe elettricità sufficiente per fornire all'intero pianeta Terra 13,5 ottilioni di anni di potenza (secondo il consumo di elettricità del 2008). Per via della velocità minima dei getti di gas iniziali, pari a 299.792.158 m/s (0.999999 c), in base alle recenti teorie sulla gravità quantistica, che affermano che non tutte le forme di luce potrebbero viaggiare nello spazio alla stessa velocità, si aspettava che i raggi gamma stessi venissero rallentati dalle teorizzate turbolenze quantistiche nello spazio tempo, cosa che forse è avvenuta, giacché è stato misurato un ritardo di 16,5 secondi per il raggio gamma a più alta energia osservato in questo burst. L'esplosione è durato 23 minuti, quasi 700 volte più a lungo della media di due secondi per i GRB ad alta energia.[56][57]
  - Presunta formazione dell'Ammasso globulare (ammasso stellare chiuso) della Via lattea M4 nella costellazione dello Scorpione. È uno degli ammassi globulari più grandi e vicini a noi; secondo le misurazioni tradizionali, disterebbe solo 6.000 anni luce dalla Terra, con un'estensione apparente di 22,8 minuti d'arco. Ciò significherebbe che M4 ha un'estensione reale di circa 95 anni luce.M4 contiene più di 100.000 stelle, circa la metà delle quali è concentrata in 8 anni luce dal centro.[20].
- intorno a 12,1 miliardi di anni fa
  - Si forma il Quasar S5 0014 + 81[58], lontano, compatto, iperluminoso, ad ampio assorbimento; un quasar lineare o blazar che si trova vicino alla regione ad alta declinazione della costellazione di Cefeo. Secondo uno studio di Gabriele Ghisellini et al. contiene, al 2010, il buco nero con la maggior massa conosciuta, pari a circa 4×1010 M⊙.[58] S5 0014 + 81 è uno dei quasar più luminosi attualmente noti, che emette una potenza pari a 1041 watt,[59] che equivale a una magnitudine assoluta bolometrica di -31,5.La luminosità del quasar è quindi circa pari 260.000 miliardi di volte il Sole,[60] più di 25.000 volte maggiore di tutte le stelle della Via Lattea combinate.[61] Questo quasar è uno degli oggetti più potenti dell'universo conosciuti, tuttavia, a causa della sua grande distanza, forse vicina ai 12 miliardi di anni luce,[62] non è visibile ad occhio nudo e quindi può essere studiato solo da potenti telescopi o radiotelescopi. Il buco nero centrale del quasar divora enormi quantità di materia, equivalenti a 4000 masse solari di materiale circa all'anno. Il quasar è anche una forte sorgente di raggi gamma, raggi X e onde radio.[58]
- intorno a 12 miliardi di anni fa
  - Presunta formazione del bulge galattico (fitta nube di polvere che avvolge il centro di una Galassia a spirale) della Via lattea, ad opera di strutture massive primordiali, ovvero dei giganteschi agglomerati di stelle (di cui Liller 1 e Terzan 5 sono i relitti, detti frammenti fossili del bulge) dalla cui fusione si è formato il cuore della nostra galassia.[63]
  - Presunta formazione dell'Ammasso globulare (ammasso stellare chiuso) della Via lattea Omega Centauri nella costellazione del Centauro. È l'ammasso globulare più luminoso che si conosca, Probabilmente è ciò che rimane di una galassia nana assorbita dalla nostra Via Lattea: al suo interno è stato trovato infatti un buco nero.[64], e dista dal Sole quasi 16.000 anni-luce, con una massa totale di 5 × 10 6 M☉.[65]
  - Presunta formazione dell'Ammasso globulare (ammasso stellare chiuso) della Via lattea Omega Centauri nella costellazione del Centauro. È l'ammasso globulare più luminoso che si conosca, Probabilmente è ciò che rimane di una galassia nana assorbita dalla nostra Via Lattea: al suo interno è stato trovato infatti un buco nero.[66], e dista dal Sole quasi 16.000 anni-luce, con una massa totale di 5 × 10 6 M☉.[65]
  - Esplode la Supernova superluminosa SN 1000+0216, rilevata tra Giugno e novembre 2006, dove allora era considerata la supernova più distante allora esistente (redshift = 3.8993 ± 0,0074). Il suo picco di magnitudine assoluta nel lontano ultravioletto ha raggiunto -21,5, che ha superato la magnitudine assoluta totale della sua galassia ospite. La luminosità di SN 1000 + 0216 si è evoluta lentamente nel corso di diversi anni poiché era ancora rilevabile nel novembre 2008. Sia l'alta luminosità che il lento decadimento indica che il progenitore della supernova era una stella molto massiccia. La stessa esplosione della supernova era probabilmente una supernova a instabilità di coppia o una supernova a instabilità di coppia pulsazionale simile all'evento SN 2007bi. Aveva anche alcune somiglianze con la supernova a basso redshift SN 2006gy. La classificazione generale di SN 1000 + 0216 rimane incerta, forse una supernova SNLS-II o SNLS-R.[67]
  - Presunta formazione dell'Ammasso globulare (ammasso stellare chiuso) della Via lattea M9 nella costellazione dell'Ofiuco. M9 è uno degli ammassi globulari più vicini al nucleo della Via Lattea, con una distanza stimata di 5.500 anni luce dal centro galattico; il suo diametro angolare di 12 minuti d'arco e corrisponde a un'estensione di circa 90 anni luce, a una distanza di circa 25.800 anni luce dalla Terra. La sua magnitudine apparente è 7,7, la magnitudine assoluta -8.04; la luminosità totale dell'ammasso è circa 120.000 volte quella del Sole. Si allontana da noi alla velocità di 224 km/s.In M9 sono state scoperte 19 stelle variabili. Nelle vicinanze, a nord-est, c'è il debole ammasso globulare NGC 6356, mentre, più o meno alla stessa distanza a sud-est, c'è l'ammasso globulare NGC 6342.[20].
  - Presunta formazione dell'Ammasso globulare (ammasso stellare chiuso) della Via lattea M15 nella costellazione del Pegaso. L'ammasso è uno dei più densi conosciuti: il suo nucleo ha subito una contrazione in passato, forse a causa di un buco nero; questo collasso del nucleo è stato osservato anche in altri ammassi, come M30. L'ammasso contiene molte stelle variabili, ben 110, che hanno permesso di stimare una distanza pari a 33.600 anni luce.[20] Molte di queste sono del tipo RR Lyrae, ma è nota anche una variabile Cefeide.[68]. L'ammasso accoglie anche un notevole numero di pulsar e di stelle di neutroni, resti di stelle massive "morte" durante la giovinezza dell'ammasso; inoltre, è uno dei pochi ammassi a contenere una nebulosa planetaria, Pease 1, nella sua periferia.[20] Il satellite SAS-3 nel 1974 fu il primo a individuare una sorgente di raggi X all'interno dell'ammasso.[20][68].
  - Presunta formazione dell'Ammasso globulare (ammasso stellare chiuso) della Via lattea M22 nella costellazione del Sagittario.Questo ammasso globulare è uno dei più vicini alla Terra: si trova a soli 10.400 anni luce e per questo arriva a coprire una regione di area pari a quella della Luna; a questa distanza il suo diametro reale corrisponde a circa 97 anni luce. Contiene circa 100.000 stelle, ma solo una trentina di stelle variabili, la metà delle quali già note all'inizio del Novecento; gran parte di queste sono del tipo RR Lyrae, di cui una con un periodo di 199,5 giorni, sebbene non sia più considerata un membro reale dell'ammasso[20].La magnitudine media delle 25 stelle più luminose di M22 è pari a 12,9, dunque maggiormente luminoso delle componenti di M13, dove questo valore è di 13,7. M22 si allontana da noi alla velocità di 144 km/s.[20] M22 è anche uno dei rari ammassi globulari, assieme a M15, a ospitare una nebulosa planetaria, che porta il nome di IRAS 18333-2357 ed è stata scoperta dal satellite IRAS.[69] Diversamente da M15, l'ammasso non possiede una concentrazione centrale di stelle marcata. La nebulosa planetaria, riconosciuta come tale solo nel 1989, possiede una stella blu centrale; l'età della nebulosa (chiamata anche GJJC1) è di circa 6000 anni.[70]
  - Presunta formazione dell'Ammasso globulare (ammasso stellare chiuso) della Via lattea M28 nella costellazione del Sagittario.[71] Il diametro lineare di M28, ottenuto rapportando la sua dimensione apparente con la sua distanza, si aggira sui 75 anni luce. In questo ammasso, distante più di 18.000 anni luce, sono state osservate 18 variabili del tipo RR Lyrae; nel 1987 M28 fu il secondo ammasso dove fu osservata una pulsar superveloce; il primo fu l'ammasso globulare M4. La sua velocità radiale è poco più di 1 km/s in recessione.[20].
- intorno a 11,9 miliardi di anni fa
  - Presunta formazione dell'Ammasso globulare (ammasso stellare chiuso) della Via lattea M19 nella costellazione dell'Ofiuco. M19 è situato alla distanza di circa 28.000 anni luce dal sistema solare ed è caratterizzato dalla sua forma particolarmente ellittica, uno degli ammassi globulari più ovaleggianti che si conoscano: la sua ellitticità sarebbe E4; si tratta anche uno degli ammassi globulari più vicini al nucleo galattico,[20] da cui disterebbe solo 5.200 anni luce. Le sue stelle più brillanti sono di quattordicesima magnitudine; il diametro maggiore sarebbe di circa 140 anni luce.[72].

#### Epoca della esplosione delle prime supernove
- intorno a 11,8 miliardi di anni fa
  - Esplode la Supernova superluminosa SN 1000+0216, rilevata tra Giugno e novembre 2006, dove allora era considerata la supernova più distante allora esistente (redshift = 3.8993 ± 0,0074). Il suo picco di magnitudine assoluta nel lontano ultravioletto ha raggiunto -21,5, che ha superato la magnitudine assoluta totale della sua galassia ospite. La luminosità di SN 1000 + 0216 si è evoluta lentamente nel corso di diversi anni poiché era ancora rilevabile nel novembre 2008. Sia l'alta luminosità che il lento decadimento indica che il progenitore della supernova era una stella molto massiccia. La stessa esplosione della supernova era probabilmente una supernova a instabilità di coppia o una supernova a instabilità di coppia pulsazionale simile all'evento SN 2007bi. Aveva anche alcune somiglianze con la supernova a basso redshift SN 2006gy. La classificazione generale di SN 1000 + 0216 rimane incerta, forse una supernova SNLS-II o SNLS-R.[73]
- intorno a 11,78 miliardi di anni fa
  - Presunta formazione dell'Ammasso globulare (ammasso stellare chiuso) della Via lattea M62 nella costellazione dell'Ofiuco. È uno degli ammassi globulari più irregolari, ciò è probabilmente dovuto alla sua vicinanza al centro della Galassia (6.100 anni luce circa), il quale lo deforma grazie alle forze mareali; questa forza induce l'area sud-orientale dell'ammasso ad essere più concentrata rispetto alle altre.[20][74] Dagli studi condotti a partire dal 1970 si è ricavato che M62 contiene almeno 89 stelle variabili, molte delle quali del tipo RR Lyrae. L'ammasso contiene inoltre un certo numero di sorgenti di raggi X.
  - Presunta formazione dell'Ammasso globulare (ammasso stellare chiuso) della Via lattea NGC 6752 nella costellazione del Pavone. Si tratta del terzo ammasso globulare più luminoso del cielo; è al limite della visibilità ad occhio nudo. Si stima che possa contenere almeno 100 000 stelle, addensate attorno ad un nucleo che si presenta compatto e brillante; una stella doppia di magnitudine 7.5 si sovrappone tra noi e la periferia sud-occidentale dell'ammasso. Invisibile nei cieli italiani, è invece uno degli oggetti più osservati dagli appassionati che si trovano nell'emisfero australe della Terra. Dista dal sistema solare oltre 13.000 anni-luce.[75]
- intorno a 11,7 miliardi di anni fa
  - Si forma il Quasar PKS 2000-330 (QSO B2000-330), la cui emissione radio è dominata dai lobi esterni[76] visibile nella costellazione del Sagittario. Scoperto nel 1982, PKS 2000-330 era l'oggetto più distante in quel momento.Con un redshift pari a 3,77, il getto di questa galassia attiva si stima che sia stato emesso all'incirca 11,7 miliardi di anni fa.[77]
  - Presunta formazione dell'Ammasso globulare (ammasso stellare chiuso) della Via lattea M79 nella costellazione della Lepre.si trova ad una distanza di circa 40.000 anni luce dalla Terra e 60.000 anni luce dal centro della nostra galassia. Ha un'estensione apparante di 8,7 minuti d'arco che corrispondono ad un'estensione lineare di oltre 100 anni luce. L'ammasso è moderatamente ellittico e in esso si conoscono 7 variabili. Recede rispetto a noi alla velocità di circa 185 km/s.[20][78] Così come per M54, si crede che M79 non si sia formato nella nostra Via Lattea, ma nella Galassia Nana Ellittica del Cane Maggiore, una sua galassia satellite scoperta nel 2003 che in questa epoca sta sperimentando un incontro estremamente ravvicinato con la nostra Galassia, al punto che si crede sarà difficile che in futuro potrà mantenere la sua forma intatta; c'è tuttavia un dibattito in corso sulla natura reale di questa galassia,[79] perciò bisogna essere prudenti quando si afferma che quest'oggetto sia originario della Galassia Nana Ellittica del Cane Maggiore.
- intorno a 11,65 miliardi di anni fa
  - Presunta formazione dell'Ammasso globulare (ammasso stellare chiuso) della Via lattea M13 nella costellazione di Ercole. M13 ha una magnitudine apparente di 5,8. Il suo diametro angolare è di 23', mentre il suo diametro reale è di circa 165 anni luce.[20]. M13 contiene diverse centinaia di migliaia di stelle, la più brillante delle quali è di magnitudine 11.95. Attorno al suo nucleo, le stelle sono circa 500 volte più concentrate che nei dintorni del sistema solare. L'età di M 13 è stata stimata tra i 12 e i 14 miliardi di anni. La sua distanza dalla Terra è di 23.157 anni luce. Apparendo così luminoso ad una così grande distanza, la sua luminosità reale è elevatissima, oltre 300.000 volte quella del Sole.[20] La velocità radiale è di circa 250 km/s in avvicinamento. Questo moto risulta dalla combinazione di tre diverse velocità: la rotazione della Galassia, il moto del Sole nello spazio, e il moto di rivoluzione dell'ammasso attorno al centro galattico.[20]
- intorno a 11,6 miliardi di anni fa
  - Presunta formazione della Galassia sferoidale C1-23152 (z=3,352), una galassia ad altissimo tasso di formazione stellare, dove in meno di 500 milioni di anni ha generato più di 200 miliardi di stelle, ovvero circa 450 stelle/anno, con un ritmo quasi 300 volte maggiore dell’attuale tasso di formazione stellare della Via Lattea: un tasso di formazione anomalo, il che implicherebbe una revisione profonda dei modelli di formazione delle galassie.[80].
- intorno a 11,4 miliardi di anni fa
  - Presunta formazione del proto-Superammasso Hyperion, il più antico Superammasso di galassie finora conosciuto. Ha una massa di oltre 1015 M☉, nel campo Cosmos nella costellazione del Sestante.[81]
- intorno a 11,39 miliardi di anni fa
  - Presunta formazione dell'Ammasso globulare (ammasso stellare chiuso) della Via lattea M3 visibile nella costellazione dei Cani da Caccia. Questo ammasso è uno dei più grandi e luminosi, ed è formato da circa 500.000 stelle. È situato a una distanza di circa 33.900 anni luce dalla Terra. M3 ha una magnitudine apparente di 6,2 che lo rende visibile a occhio nudo in determinate condizioni. Si tratta di un ammasso globulare di tipo I Oosterhof, ovvero con una alta metallicità rispetto agli altri ammassi chiusi.[20]
  - Presunta formazione dell'Ammasso globulare (ammasso stellare chiuso) della Via lattea M10[82] nella costellazione dell'Ofiuco. è uno dei più vicini a noi dal momento che si trova a soli 14.000 anni luce. Nonostante un diametro modesto di soli 60 anni luce, il suo diametro apparente è invece abbastanza grande ed equivale alla metà del diametro della Luna piena.[20]
- intorno a 11,2 miliardi di anni fa
  - Presunta formazione dell'Ammasso globulare (ammasso stellare chiuso) della Via lattea M68[83] nella costellazione dell'Idra. Si trova ad una distanza di circa 33.000 anni luce dalla Terra; i suoi membri sono sparsi su un volume di almeno 140 anni luce di diametro. Possiede almeno 42 variabili note, in massima parte del tipo RR Lyrae, e si avvicina a noi alla velocità a di 112 km/s.[20]

#### Epoca della formazione dei primi pianeti abitabili
- intorno a 11 miliardi di anni fa
  - Ipotesi più retrodatante riguardo alla formazione della stella Gliese 581[84] visibile nella costellazione della Bilancia, una nana rossa distante 20,3 ± 0,3 anni luce dal Sole, che ospita un sistema planetario formato da tre pianeti rocciosi Gliese 581 c, Gliese 581 d e Gliese 581 e, e uno gassoso, Gliese 581 b, fra i quali il pianeta Gliese 581 d, scoperto nel 2007. È una Superterra di massa 6,04 M⊕ e eccentricità di 0,205, che dista 0,22 UA dalla stella madre e percorre una rivoluzione in 66,64 ± 0,08 giorni. Si trova all'interno della zona abitabile, ed è quindi il pianeta abitabile più antico sinora conosciuto.
- intorno a 10,7 miliardi di anni fa
  - Inizia la formazione della Galassia a spirale BX442 nella costellazione di Pegaso. Con un redshift di z = 2,1765 è al momento la più distante galassia a spirale grand design conosciuta, nonché la più antica di questo tipo, essendosi formata circa 3 miliardi di anni dopo il Big Bang[50][85].
  - Si forma la probabile galassia UDFj-39546284. Inizialmente il presunto più vecchio oggetto individuato attraverso le osservazioni del Telescopio Spaziale Hubble nell'infrarosso.[86]. L'oggetto fu identificato da G. Illingworth (Università della California), R. Bouwens (Università della California e Università di Leida) e dal HUDF09 Team nel corso del 2009 e 2010 ed è situato nella costellazione della Fornace[87][88]. Si ipotizzò, sempre con i dati dei telescopi spaziali, nell'osservazione del Campo ultra profondo di Hubble (HUDF)[89][90], che potesse avere il valore record di z = 11,9 che corrisponderebbe ad una strabiliante età di 13,42 miliardi di anni.[89][90][91]. Successivi articoli del marzo 2013 hanno ridimensionato il suo redshift ad un decisamente più modesto seppur ragguardevole z=2,2 (un tempo di percorrenza della luce 10,7 miliardi di anni per giungere fino a noi), poiché il precedente risultato era stato influenzato da interferenze nelle linee spettrali.[90][91] Queste ricerche suggerivano inoltre che l'oggetto potesse non essere una galassia ma un oggetto di entità minore.
- intorno a 10,3 miliardi di anni fa
  - Esplode la Supernova di tipo Ia SN UDS10Wil, (SN Wilson), rilevata nel mese di Aprile 2013, dove allora era considerata la supernova più distante allora esistente (redshift = 1.914), dunque esplose quando l'Universo era grande circa 1/3 rispetto a quello odierno. Fu scoperta dal Hubble space telescope con la Wide Field Camera 3. Il nomignolo SN Wilson è stato dato in onore del presidente statunitense Woodrow Wilson.[92]

#### Epoca della formazione della Galassia di Andromeda
- intorno a 10 miliardi di anni fa
  - Inizia la formazione della Galassia di Andromeda, probabilmente come effetto di una fusione galattica: inizia il suo moto in direzione della Via Lattea.
  - Si forma la Stella di Barnard, (5,94 anni luce dalla Terra, la quarta stella più vicina a noi dopo le tre componenti del sistema di Alfa Centauri), una Nana rossa di M=0,158 ± 0,013 M☉[93] M☉ e classe spettrale M4V[94] visibile nella costellazione dell'Ofiuco, intorno alla quale orbita il pianeta Barnard's Star b, scoperto nel 2018, in rotazione sincrona con la stella madre. Dista 0,404 UA dalla stella madre e percorre una rivoluzione in 233 giorni. È una superterra con una massa minima pari a 3,2 M⊕
  - Si forma la Gliese 667 C[95], terza componente del sistema ternario Gliese 667(23 anni luce dalla Terra), una Nana rossa di M=0,31 M☉ e classe spettrale M1.5[94] visibile nella costellazione dello Scorpione, intorno alla quale orbita il pianeta Gliese 667 Cc, scoperto nel 2011. Dista 0,12501±0,00009 UA dalla stella madre e percorre una rivoluzione in 28,10±0.03 giorni. È una superterra con una massa minima pari a 4.1±0.6 M⊕, e si trova all'interno della zona abitabile.
  - Si forma il Quasar 3C 9, la cui emissione radio è dominata dai lobi esterni[96][97] visibile nella costellazione dei Pesci. Scoperto nel 1965, 3C 9 era l'oggetto più distante in quel momento. Esso fu il primo quasar ad avere un redshift superiore a 2.[98]
  - Viene emesso il GRB 991216, il Lampo gamma detto anche Beethoven Burst, giacché fu rilevato il 16 dicembre 1998, 229º anniversario della nascita di Ludwig van Beethoven, uno dei lampi gamma più luminosi finora osservati (M=18.7), probabilmente originato da una esplosione di una Ipernova o dalla Coalescenza di due buchi neri.
- intorno a 9,5 miliardi di anni fa
  - Presunta formazione dell'Ammasso globulare (ammasso stellare chiuso) della Via lattea M71[99] nella costellazione della Freccia. Si trova ad una distanza di circa 12000 anni luce dalla Terra; i suoi membri sono sparsi su un volume di almeno 28 anni luce di diametro. M71 fu a lungo ritenuto (fino al 1970) un ammasso aperto particolarmente concentrato. La sua elevata velocità radiale (-80 km/s) e le sue stelle più brillanti, che sono rosse, giocano decisamente a favore dell'appartenenza di M71 alla categoria degli ammassi globulari. Al contrario, il fatto che in esso non siano state scoperte variabili a corto periodo come le variabili RR Lyrae (che denota un'età giovane, sui 9–10 miliardi di anni) e il suo collocamento sul piano della Via Lattea sono punti a favore della classificazione come ammasso aperto. Le fonti più recenti concordano nell'attribuire ad M71 la qualifica di ammasso globulare, sebbene molto poco concentrato come M68 nell'Idra..[20]
  - Presunta formazione dell'Ammasso globulare (ammasso stellare chiuso) della Via lattea M72[100] nella costellazione dell'Aquario. Si trova ad una distanza di circa 55400 anni luce dalla Terra; i suoi membri sono sparsi su un volume di almeno 180 anni luce di diametro. È considerato come uno degli ammassi più giovani, data la presenza di giganti blu e stelle variabili, del tipo RR Lyrae.[20]
- intorno a 9,3 miliardi di anni fa
  - Inizia una intensa formazione stellare nella Galassia di Andromeda (una galassia a spirale gigante che dista circa 2,538 milioni di anni luce dalla Terra[101]) che la trasforma in una luminosa galassia a infrarossi.

#### Epoca delle stelle di Popolazione I
- intorno a 9 miliardi di anni fa
  - Prima formazione di stelle dette di popolazione I, stelle ad alta metallicità alla quale appartiene ad es. il nostro Sole: con una saturazione di elementi pesanti così alta, appaiono in questa epoca nebulose planetarie in cui le sostanze rocciose si possono solidificare: questi vivai stellari portano alla formazione di pianeti terrestri rocciosi, lune, asteroidi e comete ghiacciate
  - Si forma per fusione di due galassie a spirale ricche di gas la Galassia ID2299, una galassia ellittica a basso tasso di formazione stellare, rilevata dal radiotelescopio ALMA sito nel deserto di Atacama, in Cile. Grazie all'osservazione di questa fusione si è ipotizzato che una causa del basso tasso di formazione stellare di alcune galassie può essere dovuto proprio al fenomeno di fusione fra galassie.[102]
- intorno a 8,8 miliardi di anni fa
  - Si forma Kepler-11 (2150 ± 20 al. dalla terra)[103], una Nana gialla di M=1.07 M☉ e M=0,95 ± 0,1[104] M☉ e classe spettrale GV visibile nella costellazione del Cigno, intorno alla quale orbitano almeno 6 pianeti[104], scoperti nel 2011. Il più piccolo di questi, Kepler 11 f, dista 0,25 UA dalla stella madre e percorre una rivoluzione in 46,68876 giorni. È una superterra con una massa minima pari a 2,3 M⊕.
- intorno a 8,7 miliardi di anni fa
  - Probabilmente una Collisione galattica porta alla formazione e allo sviluppo dei bracci a spirale della Via Lattea: inizia per la nostra galassia il periodo più prolifico di formazione stellare.
- intorno a 8,1 miliardi di anni fa
  - Si forma HD 176051 (48.5 ± 0.3 al. dalla terra), un sistema binario di nane gialle di M=1.07 M☉ e M=0.71 M☉ visibile nella costellazione della Lira, intorno al quale orbita un pianeta gioviano caldo, HD 176051 b, scoperto nel 2010. Il pianeta dista 2,02 UA dalla stella madre e percorre una rivoluzione in 1016 giorni. Ha una massa pari a 2.26 MJ.

#### Epoca dei Filamenti di galassie
- intorno a 8 miliardi di anni fa
  - l'Universo comincia ad organizzarsi in strutture più grandi e più ampie, i Filamenti, delle superstrutture costituite da ammassi di galassie, Superammassi di galassie e vuoti, i quali si stabilizzano proprio in questo periodo. Come avviene questa stabilizzazione è ancora un argomento di discussione. Certamente, è possibile che la formazione di super-strutture come la Grande muraglia di Ercole sia avvenuta molto prima (circa 10 Gya), forse nello stesso periodo in cui le galassie iniziarono ad apparire. Ad ogni modo l'Universo osservabile diventa più moderno.
  - Molte galassie come NGC 4565 (52 Mal dalla Terra)  diventano relativamente stabili. Si formano Galassie ellittiche tramite collisioni fra Galassie a spirale e altre galassie estremamente massicce delle dimensioni attuali di IC 1101 (diametro di circa 6 Mal, 76 volte la Via Lattea).
  - Si forma NGC 6791, un lontano ammasso aperto visibile nella costellazione della Lira; appare piuttosto ricco e molto concentrato ed è presumibilmente l'ammasso aperto più antico che si conosca.[105][106] La sua distanza è invece stimata attorno ai 4080 parsec (13300 anni luce),[105]. La sua caratteristica più rilevante riguarda la metallicità delle sue stelle componenti, che nonostante siano quasi due volte più vecchie del Sole presentano una quantità più che doppia di ferro in rapporto all'idrogeno. Da qui si deduce che già a questa epoca erano presenti delle stelle ad elevata metallicità.
- intorno a 7,8 miliardi di anni fa
  - Si forma 55 Cancri (40,9 ± 0,4 al. dalla terra), un sistema binario composto da una nana gialla e una nana rossa, di rispettive masse M=0,905 ± 0,1 M☉ e M=0,13 M☉ visibile nella costellazione del Cancro, intorno al quale orbitano 5 pianeti giganti, scoperti tra il 1996 e il 2007. Il più piccolo di questi, 55 Cancri e o Janssen, è un Nettuniano caldo in rotazione sincrona intorno alla prima componente (55 Cancri A), il più vicino alla stella: il suddetto pianeta infatti dista solo 0,0156 UA dalla stella madre e percorre una rivoluzione in 0,74 giorni. Ha una massa minima pari a 0,027 MJ.
- intorno a 7,5 miliardi di anni fa
  - Si forma la stella 51 Pegasi (47,9 al. dalla terra), una nana gialla di M=1,04 M☉ visibile nella costellazione del Pegaso, intorno alla quale orbita il gioviano caldo 51 Pegasi b scoperto nel 1995[107], il primo ad essere scoperto attorno a una stella simile al nostro Sole. Il pianeta dista 0,0527 UA dalla stella madre e percorre una rivoluzione in 4,230785 ± 0,000036 giorni. Ha una massa minima pari a 0,472 ± 0,039 MJ.
  - Viene emesso il GRB 080319B, il lampo gamma visibile ad occhio nudo più distante (e più veloce) conosciuto all'epoca dell'osservazione, dalla durata di 30 secondi, rilevato sul nostro pianeta il 19 marzo 2008. Si trattava dunque anche dell'oggetto più distante conosciuto (7,5 al) mai osservato ad occhio nudo.
- intorno a 7,3 miliardi di anni fa
  - Si forma la stella HD 10180 (128 ± 3 al. dalla terra), una nana gialla di M=1,062 ± 0,017 M☉ visibile nella costellazione dell'Idra Maschio, intorno alla quale orbitano sette pianeti confermati, di cui probabilmente uno roccioso, HD 10180 b, scoperto nel 2010[108], e confermato nel 2012 da Mikko Tuomi et al.[109]. Il pianeta dista 0,02 UA dalla stella madre e percorre una rivoluzione in poco più di 1 giorno. Ha una massa minima, che corrisponde alla massa della Terra.
- intorno a 7,1 miliardi di anni fa[110].
  - Si forma il sistema stellare ternario 16 Cygni (70 al. dalla terra), formato da due nane gialle di M=1.04±0.02 M☉, È composto da due nane gialle simili al Sole e da una nana rossa. Attorno a 16 Cygni B, la seconda nana gialla del sistema,  è stato scoperto un pianeta extrasolare con orbita molto eccentrica, che è stato denominato 16 Cygni Bb.
- intorno a 6,9 miliardi di anni fa
  - Si forma la stella Arturo (36,7 ± 0,3 al. dalla terra), una gigante arancione di M=1,08 M☉, la seconda stella più luminosa dell'emisfero boreale dopo Sirio, visibile nella costellazione del Boote.
- intorno a 6,7 miliardi di anni fa[110].
  - Si forma la stella 16 Cygni B (69 al. dalla terra), una nana gialla di M=1.04±0.02 M☉, facente parte del sistema stellare ternario 16 Cygni,  visibile nella costellazione del Cigno, intorno alla quale orbita un pianeta gigante, 16 Cygni Bb, scoperto nel 1996. Il pianeta dista 1,681 ± 0,097 UA dalla stella madre e percorre una rivoluzione in 799 giorni. Ha una massa >1,68 ± 0,15 MJ. È un gioviano eccentrico, in quanto l'eccentricità della sua orbita è pari a 0,681 ± 0,017.
- intorno a 6,4 miliardi di anni fa
  - Si forma la stella μ Arae (49,8 ± 0,6 al. dalla terra), una nana gialla di M=1,10±0,05 M☉ visibile nella costellazione dell'Altare, intorno alla quale orbita il pianeta μ Arae c o Dulcinea, una Super Terra che orbita nella zona abitabile con un Periodo di rivoluzione di 9,6 giorni e una massa di 10,56 M⊕, scoperto nel 2004, il primo pianeta roccioso orbitante attorno ad una stella della sequenza principale scoperto al di fuori del sistema solare, e forse anche il pianeta roccioso conosciuto più antico.
- intorno a 6 miliardi di anni fa
  - Si forma la stella Kepler-452 (1800 al. dalla terra), una nana gialla di M=1,04 M☉ nella costellazione del Cigno, intorno alla quale orbita il pianeta Kepler-452 b, 10 nella scala ESI (Earth Similarity Index), ovvero il decimo pianeta più somigliante alla terra finora conosciuto, una Super Terra che orbita nella zona abitabile con un periodo orbitale di 385 giorni e una massa di 5 ± 2 M⊕.
  - Ipotesi più retrodatante sull'inizio dell'epoca della Espansione accelerata dell'Universo
- intorno a 5,82 miliardi di anni fa
  - Formazione di Mira Ceti o Omicron ceti (409 al. dalla terra), sistema stellare binario variabile, prototipo della classe delle variabili pulsanti tipo Mira, prima stella variabile ad essere scoperta.
  - Si forma la stella Gliese 1214 (42 al. dalla terra), una nana rossa di M=14,7 M☉ nella costellazione dell'Ofiuco, intorno alla quale orbita il pianeta GJ 1214 b, composto al 75% di acqua e forse potenzialmente abitabile.[111]
- intorno a 5,6 miliardi di anni fa
  - Si forma Tau Ceti (11,9 al dalla terra, la 17ª stella più vicina), una nana gialla di M=0,78 M☉ nella costellazione della Balena, molto simile al Sole: cinque pianeti alla fine si formano dalla sua nebulosa planetaria, in orbita attorno alla stella - Il quarto di questi pianeti, Tau Ceti e viene considerato adatto ad ospitare una vita potenziale, in quanto orbita vicino al bordo interno caldo della zona abitabile della stella
- intorno a 5,3 miliardi di anni fa
  - Viene emesso il GRB 101225A, il "Christmas Burst", all'epoca dell'osservazione il lampo gamma più lungo conosciuto, dalla durata di in 28 minuti. Verrà rilevato sul nostro pianeta il 25 dicembre 2010, da cui il nome.

#### Epoca dell'Espansione accelerata
- intorno a 5 miliardi di anni fa (fino a 4,680 miliardi di anni fa).[1]
  - Inizia l'epoca della Espansione accelerata dell'Universo, ovvero che la velocità con cui si espandeva cominció ad aumentare. Il fenomeno fu scoperto nel 1998 da Saul Perlmutter, Brian P. Schmidt e Adam Riess sulla base di osservazioni di supernove di tipo Ia in galassie lontane[112][113]. Le supernove di tipo Ia, luminose quanto la galassia ospitante, presentano anche ben definite curve di luminosità e spettro, e per questo sono utilizzate come candele standard, permettendo una misura molto precisa della loro distanza. Questa, insieme con la misura dello spostamento verso il rosso, ha permesso di misurare la velocità di espansione in corrispondenza a diverse distanze spazio-temporali ed evidenziare così l'accelerazione dell'espansione.[114][115] Le osservazioni del 1998 sono state ripetute e confermate.[116][117].[118]. L'Universo in accelerazione implica che la velocità a cui una galassia si allontana dalle altre aumenta nel tempo. Se l'accelerazione continuerà la distanza massima alla quale sarà possibile osservare altre galassie diminuirà progressivamente, finché in un lontano futuro l'intero universo extragalattico non sarà più visibile. In uno scenario estremo e altamente ipotetico, si arriverebbe al disgregamento di tutta la materia: il Big Rip  (Grande Strappo).
  - Ipotesi più retrodatante sulla formazione dell'ammasso stellare aperto M67 (10 al da noi). In base a tale ipotesi, alla sua vicinanza e al movimento di alcune stelle nell'ammasso, fu anche ipotizato che questo fosse l'ammasso aperto dal quale ebbe origine e successivamente fu espulso il Sole, ma tale ipotesi nel 2020 è stata esclusa.[119]
- intorno a 4,85 miliardi di anni fa
  - Si formano le tre stelle che compongono il sistema ternario di Alpha Centauri (distante 4,365±0,007 al da noi), ovvero la nana gialla Alfa Centauri A, la nana arancione Alfa Centauri B e la nana rossa Proxima Centauri (la più vicina al Sole). Probabilmente queste stelle si formarono nella stessa Nube molecolare gigante che diede origine al Sole, e si ritiene che facessero parte dello stesso ammasso aperto, oggi ormai disgregatosi.
- intorno a 4,8 miliardi di anni fa
  - Si forma Lalande 21185 (8,3 anni luce dal sistema solare), una nana rossa di magnitudine +7,47 visibile nell'Orsa maggiore. Al 2021 è la sesta stella più vicina al Sole nota e probabilmente faceva anche parte dello stesso ammasso primordiale da cui il sole ebbe origine.

## Era Neoproteimerana
- intorno a 4680 milioni di anni fa
  - Inizio dell'Era Neoproteimerana (fino a 4568 milioni di anni fa)[1], la terza e ultima era dell'eone Proteimerano. Il Neoproteimerano inizia con la nebulosa solare che diventa un sistema chiuso rispetto alla Nube molecolare gigante e termina quando viene emessa la prima luce dal sole, e si forma il protopianeta Tellus, la prototerra. Durante questa era, si sarebbe formato il protosole, all'inizio del periodo Erebreano.

### Periodo Nefelano
- intorno a 4680 milioni di anni fa
  - Inizio del Periodo Nefeleano (fino a 4630 milioni di anni fa),[1] primo periodo dell'Era di Neoproteimerano e il quinto periodo dell'Eone Proteimerano. Il Nefeleano inizia con la formazione della nebulosa solare e termina con la formazione del protosole che a quel momento non era ancora capace di emettere luce, in quanto non aveva ancora innescato le reazioni di fusione nucleare sufficienti per irradiare onde luminose.
- intorno a 4670 milioni di anni fa
  - Proxima Centauri, la stella più vicina al Sole, si aggrega con altre due stelle in modo da formare il sistema ternario Alpha Centauri. Probabilmente queste si formarono nella stessa Nube molecolare gigante che diede origine al Sole, e si ritiene che facessero parte dello stesso ammasso aperto, detto Ammasso primordiale, oggi ormai disgregatosi.
- intorno a 4662 milioni di anni fa
  - La supernova primordiale, ovvero una supernova da poco esplosa nelle vicinanze della nebulosa solare oramai separatasi dalla nube molecolare gigante originaria, probabilmente innesca la formazione del sistema solare, tramite un'onda d'urto che comprime i gas della nebulosa stessa: al centro di questa nebulosa poi si formò circa 32 Mya dopo il protosole.

### Periodo Erebreano
- intorno a 4630 milioni di anni fa
  - Inizio del Periodo Erebreano (fino a 4568 milioni di anni fa). Il periodo Erebreano è il secondo e ultimo periodo dell'Era Neoproteimerana e il sesto e ultimo periodo dell'Eone Protominerano. L'Erebreano inizia con la formazione del protosole - che non ha ancora emesso la sua prima luce - e termina con la prima luce emessa dal sole (questo punto nel tempo generalmente segna il protosole che si evolve in una vera e propria stella, ovvero nel sole che conosciamo oggi).
  - Nasce il protosole. La nebulosa protoplanetaria inizia il suo processo di accrescimento che porterà alla formazione prima di planetesimi, poi dei protopianeti.
- intorno a 4592 milioni di anni fa
  - Quattro pianeti gioviani (Giove, Saturno, Urano, Nettuno) ruotano intorno al Sole, e probabilmente iniziano la migrazione verso le loro attuali orbite.[120]

### Voci di argomento generale
- Universo
- Astrofisica
- Cosmologia (astronomia)
- Calendario cosmico

### L'evoluzione dell'universo
- Formazione ed evoluzione delle galassie
- Evoluzione stellare

### Concezioni mitico-religiose e filosofiche sulle origini e sulla fine dell'universo
- Cosmogonia
- Cosmologia (filosofia)
- Genesi
- Escatologia
- Apocalisse